# معركة وادي الباطن
جرت معركة وادي الباطن أو معركة جيب الرقعي قبل بدء عمليات عاصفة الصحراء في 16 فبراير 1991. لا ينبغي الخلط بينها وبين «معركة وادي الباطن» التي خيضت في وقت لاحق في الحرب البرية التي استمرت أربعة أيام بين عناصر من الفرقة المدرعة الثالثة الأمريكية والحرس الجمهوري العراقي.
اعتقد العراقيون أن قوات التحالف تقوم بتحضير وادي الباطن للهجوم الرئيسي. وكان الأثر المنشود هو أن العراقيين يعتقدون أن الهجوم البري الرئيسي للتحالف سيأتي في وادي الباطن، وهو طريق الغزو الطبيعي، ولذلك سيعززون قواتهم هناك، على حساب الجناح الغربي، حيث سيقوم الفيلق السابع بالهجوم الرئيسي.

## حركات الخداع
بعد أن أعادت القوات الأمريكية إعادة انتشارها سرا من الحدود الجنوبية الكويتية إلى الشمال الغربي فقد تركت «خلايا الخداع» في الجنوب. قامت هذه الوحدات ببناء شبكة إلكترونية متولدة عن طريق الحاسوب تحاكي حركة لاسلكية تردد جد عالي-تردد فوق العالي شديدة. عندما استولت المخابرات العراقية على هذه «الدعوات الإذاعية» وبعضها فقط ضجيج أبيض خلصوا على الفور إلى أن معظم القوات الأمريكية لا تزال راسخة جنوب الحدود. كانت قطعة رئيسية أخرى عسكرية مخادعة قامت ببناء مخابئ وهمية وتكليف قوافل مركبة وهمية تهدف فقط إلى زرع سحابة كبيرة من الغبار. خزانات الصهريج أضيفت إلى عملية الخداع للجيش العراقي المطمئن.

## الخداع
بحلول منتصف شباط/فبراير أمر الفريق الأول فريدريك م. فرانكس الابن فرقة الفرسان الأولى في الولايات المتحدة بإجراء دفعة على طول الحدود بين العراق والكويت. هذا التوجهات الخاطئة سيسمح لقوات التحالف بأداء «تحيا ماري» الشهير إلى الغرب حيث يركز العراقيون على الوادي.

### عملية بيرم المغفل
في 15 شباط/فبراير انتهكت فرقة العمل 1-32 بدعم من فرق المهندسين الثامنة الحواجز الدفاعية التي بناها العراقيون على الحدود. أبقى مدافع ام 198 هاوتزر عيار 155 مم من فوج المدفعية الميدانية في الشطر الثالث والثمانين المواقع العراقية تحت النيران في سياق هذه العملية وقصف سبعة أهداف محددة مسبقا. رد العراقيون بنيران قذائف هاون متفرقة.

### عملية العاصفة الحمراء
كانت المرحلة الأولى من الخمول هجوما ليليا. كان مطلوبا دعم النيران من فوج المدفعية الميدانية 82 مرة أخرى. تم تخفيض المدفعية مؤقتا إلى 50% عندما كان هاوتزر عالق في خندق مضاد للدبابات ومنع بقية القافلة من المضي قدما. أصيب جنديان في الحادث. غير أن الفوج قد قام بقصف دقيق على منشأة رادار عراقية قبل الساعة الواحدة من صباح يوم 16 شباط/فبراير. انتقلت الفرقة 82 على الفور من المنطقة بعد الانتهاء من المهمة وغارة من قبل المروحية إيه إتش-64 أباتشي على أهداف مختارة عميقة وراء خطوط العراق.

### عملية هجوم الفارس

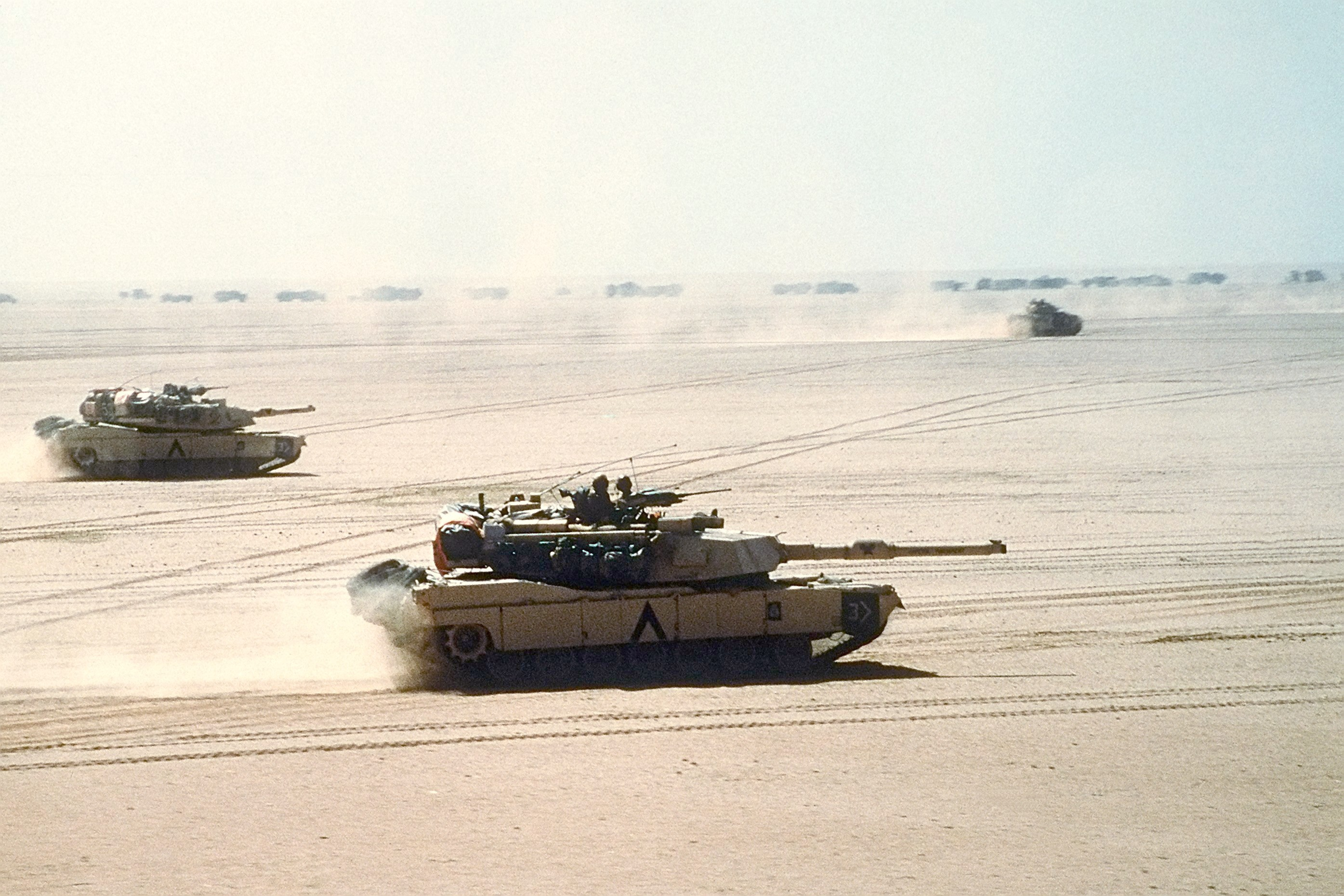
دبابة أبرامز في حرب الخليج الثانية.

في مساء 19 فبراير قامت فرقة الفرسان الأولى بهجوم للمدفعية مع استطلاع للقوة من قبل فرقة العمل 1-5 الفرسان (الفرسان السود) لواء جاك الأسود الثاني من فرقة الفرسان الأولى. تتألف فرقة العمل من مجموعتي دبابات إم1 أبرامز ومجموعتي من مركبات المشاة القتالية أم2 برادلي ومجموعة مكافحة الدبابات وعناصر القيادة والتحكم من مقر اللواء الثاني وعناصر من بطارية ج 4-5 (أنظمة ستينغر وفولكان المضادة للطائرات) وفي موقع القطارات القتالية عناصر من كتيبة الدعم الأمامية. كان أول رد فعل من العراقيين إلى جانب إطلاق قذائف هاون متفرقة هو وضع اشعال النيران في الخنادق النفطية.
في 20 شباط/فبراير كسرت فرقة العمل 1-5 الفرسان حاجز الحدود في نقطتين مختلفتين وبعد التهرب من حقل ألغام عبروا إلى الضفة الغربية من الوادي. ثم قامت قوات اللواء الثاني بمناورة شمالا لمسافة ستة أميال. كانت أوامرهم «لا تنخرط بشكل حاسم ولا تثير قوتك». في منتصف النهار أفادت فصيلة استكشافية أنهم تبادلوا النار مع العدو. ألقى سبعة جنود عراقيين أسلحتهم. كما دفعت التعزيزات الأمامية إلى نصب كمين للعمود من قبل القوات العراقية باستخدام مدافع الهاون والمدافع المضادة للدبابات تي-12 مخبأة على المنحدر العكسي من التلال المنخفضة. أطلقت النيران المباشرة وغير المباشرة بشكل مكثف. كان قائد اللواء العقيد راندولف هاوس قد أجبر شخصيا على التراجع عن الركب بعد أن تعرضت دبابته إم-113 لضرب عدة قذائف.

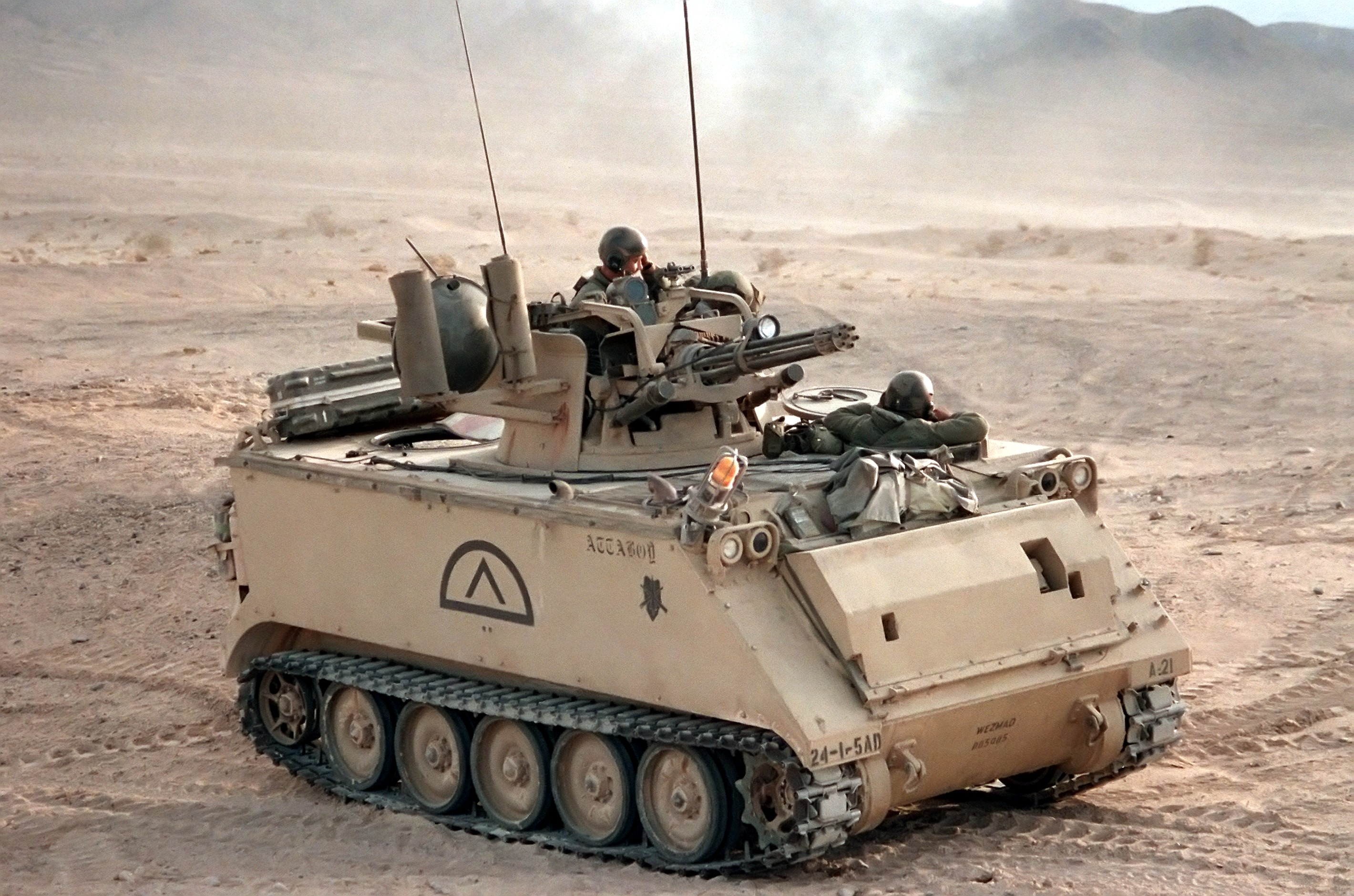
مركبة فولكان

قبل تشكيل خط المناوشات تم تدمير مركبة فولكان بواسطة مدفع 100 مم. توفي المدفعي الرقيب جيمي د. هوز على الفور. كما أصيبت مركبة أم2 برادلي برصاص 25 ملم من الخنادق العراقية وقتل المدفعي الرقيب رونالد راندازو وأصيب رجلان آخران نتيجة لذلك. تقدمت مركبة برادلي أخرى بقيادة الرقيب كريستوفر سيتشون لإجلاء هذه الإصابات. بينما كان الرقيب سيتشون والجنود من مركبة برادلي ينقذون جرحى من مركبة برادلي الأولى فقد أصيبت مركبة سيتشون بصاروخ بي جي إم-71 تاو. أما الجندي أردون كوبر فقد غطى الرجل الجريح الذي كان يساعده بجسده وتلقى عدة إصابات بشظايا وتوفي في وقت لاحق نتيجة فقدان الدم الشديد. حصل بعد وفاته على وسام النجمة الفضية. كانت مركبة الرقيب سيتشون لا تزال تعمل وبعد التقاط الجرحى تمكن طاقمها من سحبهم من خط النار. منح الرقيب سيتشون وسام النجمة الفضية لقيادته وشجاعته الاستثنائية في ظل نيران العدو. تم نقل الأخصائي أدكنز من مجموعة تشارلي إلى الأمام مع الضابط الطبي في الكتائب في محاولة للوصول إلى مركبة الرقيب راندازو لكن المتخصص أدكنز أخذ يضرب مركبته مما تسبب في انسحابه مع دبابته أبرامز. استمرت المعركة لمدة ساعة تقريبا. بعد قصف المواقع العراقية بالمدفعية الثقيلة والضربات الجوية من طراز أيه-10 ثم عادت فرقة العمل 1-5 إلى الحفرة. خلال الانسحاب اصطدمت دبابة أبرامز بلغم وتضررت بشدة. فقد المدافعون العراقيون خمس دبابات و20 قطعة مدفعية. بلغ عدد الضحايا الأمريكيين ثلاثة قتلى وتسعة جرحى. كانت الحكمة في القيام بعملية في وضح النهار هو موضوع بعض الانتقادات ولكن الجيش العراقي ما زال مقتنعا بأن غزو التحالف سيحدث من الجنوب.